# Незенте (Верона)
Незенте је насеље у Италији у округу Верона, региону Венето.
Према процени из 2011. у насељу је живело 388 становника. Насеље се налази на надморској висини од 84 м.